# Dorpskerk (Nieuw- en Sint Joosland)
De Dorpskerk is een protestants kerkgebouw in de Zeeuwse plaats Nieuw- en Sint Joosland. De huidige kerk, met neogotische en neoromaanse stijlkenmerken, werd in 1883 in gebruik genomen ter vervanging van een kerk uit 1650. Het kerkgebouw is geregistreerd als gemeentelijk monument.

## Geschiedenis
Vanaf 1631 werden enkele schorren in het Sloe, voor de kust van het eiland Walcheren, ingepolderd. In deze nieuwe polders ontstonden de plaatsen Sint Joosland (het huidige Oudedorp) en Nieuwland (het huidige Nieuw- en Sint Joosland). De bevolking was kerkelijk ingedeeld bij de Grote Kerk van Arnemuiden. In 1650 wilde de bevolking een eigen kerk bouwen in Nieuwland, toen nog op grondgebied in eigendom van de stad Middelburg. Het stadsbestuur gaf op 12 maart toestemming en droeg 665,60 gulden bij voor de bouw van de kerk. De lokale bevolking droeg 2000 gulden bij. Er werd begonnen met de bouw en op 20 augustus 1650 was de kerk zoverre gereed dat er een klok in de dakruiter kon worden gehangen. De klok was afkomstig uit de Zusterkerk van Middelburg. Op 20 november werd de eerste kerkenraad aangesteld.
In 1652 werden een consistorie en regenbak aan de kerk gebouwd. Door groei van de kerkgemeenschap werd op 7 juli 1771 de bouw van twee zijvleugels en een toren aanbesteed waarmee kerk met een derde werd vergroot. Op 20 november 1791 kon het gebouw weer in gebruik genomen worden. Aan het einde van de 19e eeuw begon de kerk bouwvallig te worden en werd besloten tot sloop over te gaan en een nieuwe kerk te bouwen. Op 26 februari 1882 vond de laatste dienst plaats in de oude kerk.

## Nieuwe kerk
Op 30 juni 1882 werd de eerste steen gelegd van het nieuwe kerkgebouw. Op 6 mei 1883 werd de nieuwe kerk in gebruik genomen. In 1962 werd de kerk opgeknapt waarbij het houtwerk werd geschilderd en vernist. In 1964 werden een nieuwe avondmaalstafel en een nieuw doopvont aangeschaft. In 1965 werd een nieuwe pastorie gebouwd aan de Oude Rijksweg. In 1983 werden de glas-in-loodramen gerestaureerd. De kroonluchter in de kerk is afkomstig uit de voormalige kerk en stamt uit 1740.
In 1976 besloten de hervormde gemeenten van Nieuw- en Sint Joosland en van het nabijgelegen Ritthem om een gezamenlijke gemeente te vormen.
In 1991 werd de kerk inwendig gerestaureerd en opgeknapt. De vloerverwarming moest worden vervangen en de kerkbanken waren in een slechte staat. Ter vervanging van de banken werden stoelen aangekocht. Verder werd er opnieuw geschilderd en een nieuwe lambrisering aangebracht. Na ongeveer vier maanden kon op 15 juni 1991 de kerk weer in gebruik genomen. Eind 1991 werden de wijzers en wijzerplaten op de kerktoren gerestaureerd. In 1994 volgde een volledige restauratie van de toren, bekostigd door de overheid.

## Orgel
Tijdens de bouw van de nieuwe kerk, waarin een plaats was ontworpen voor een orgel, werd een commissie samengesteld met als doel een orgel aan te schaffen. Op 18 januari 1883 werd een tweedehands orgel overgedragen voor de aanschafprijs van 281,10 gulden. Het betrof waarschijnlijk een orgel uit 1751, gebouwd door orgelbouwer Steevens voor de Haagse Gasthuiskerk. Op 28 oktober werd het orgel in gebruik genomen. In 1929 werd het orgel vervangen door een nieuw orgel, gebouwd door de firma A.S.J. Dekker uit Goes. In 1976 werd besloten dit orgel te vervangen, de orgelpijpen werden los verkocht. Op 3 juni 1976 werd een nieuw orgel in gebruik genomen, gebouwd door Van Vulpen uit Utrecht.